# Театр Маседоньо Алькала
Театр Маседоньо Алькала (исп. Teatro Macedonio Alcalá) — театр и художественная площадка в городе Оахака (штат Оахака, Мексика). Построен в 1909 году в стиле модерн, считается одним из важнейших в стране.

## История
План здания был разработан в 1903 году. Строительство началось 4 августа 1904 года под руководством Родольфо Франко Ларрайнсара, который в то время был инженером правительства штата. В 1909 году здание было достроено. Торжественное открытие состоялось 5 сентября того же года. Здание стало прекрасным образцом французского модернизма, характерного для Порфириата.
Первоначально в нём располагалось казино «Луис Мьер-и-Теран». Позже, во время мексиканской революции, оно было переименовано в «Генерал Хесуса Каррансы». В 1930-х годах здание получило название «Маседонио Алькала» в честь мексиканского музыканта и композитора XIX века, автора вальса «Dios nunca muere» («Бог никогда не умирает»). Помимо спектаклей, здесь проходили боксёрские поединки и кинопоказы.
Лишь после реконструкции в конце 1990-х годов, после землетрясения 1999 года в Оахаке, здание стало использоваться исключительно для культурных целей. После этой реконструкции оно вновь открылось в 2004 году.

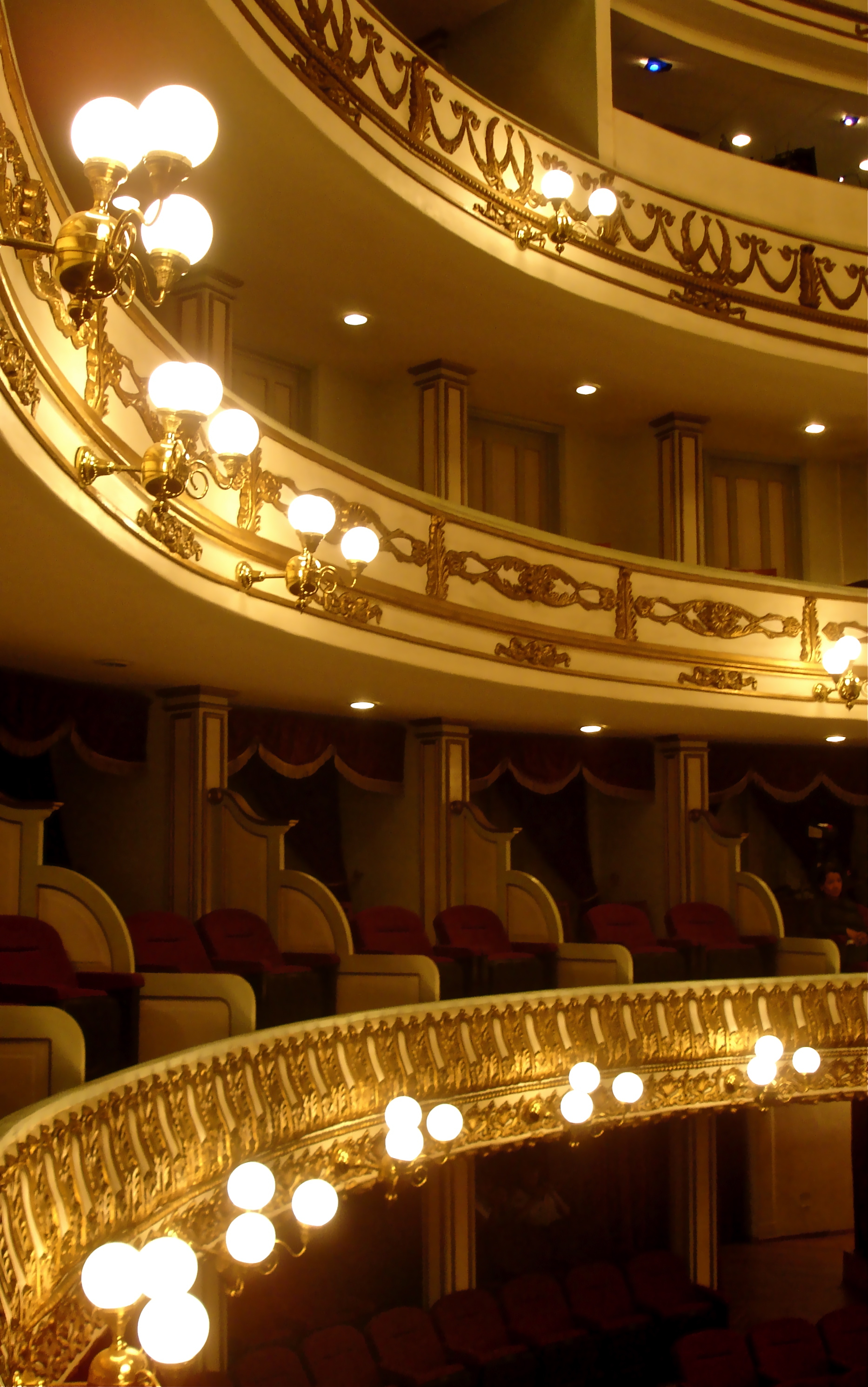
Интерьер зрительного зала с балконами

## Архитектура
Главный вход состоит из трёх дверей, увенчанных приподнятыми арками из зелёного камня. Внутри находится роскошный вестибюль, который декорирован в стиле Людовика XV, с белой мраморной лестницей и мастерской аллегорией на потолке, изображающей Храм Искусства, где торжествуют Слава и Награда.